# Daniel Soubeyran
Ovide Daniel Louis Henri Soubeyran (ur. 11 sierpnia 1875 w Dieulefit, zm. 8 lutego 1959 w Turynie) – francuski wioślarz i oficer, srebrny medalista olimpijski.
Wystąpił na igrzyskach olimpijskich w Paryżu w 1900, gdzie Francuzi w składzie: Georges Lumpp, Charles Perrin, Daniel Soubeyran i Émile Wegelin zdobyli srebrny medal w czwórkach ze sternikiem. 
Walczył podczas I wojny światowej osiągając stopień kapitana w 1917 roku. 30 czerwca 1918 odznaczony Legią Honorową, w 1934 został oficerem, a w 1957 roku Kawalerem Legii Honorowej. Odznaczony również Krzyżem Wojennym.